# Picot de capell daurat
El picot de capell daurat (Colaptes chrysoides) és una espècie d'ocell de la família dels pícids (Picidae) que habita deserts amb cactus i iuca i vegetació de ribera des del sud-est de Califòrnia, fins Baixa Califòrnia i centre d'Arizona.